# Arnaldo Fusinato
(L'ultima ora di Venezia)
Arnaldo Fusinato (Schio, 25 novembre 1817 – Verona, 28 dicembre 1888) è stato un poeta e patriota italiano.

## Biografia
Figlio dell'avvocato di Arsiè Giovanni Battista Fusinato e di Rosa Maddalozzo, compì i primi studi presso il collegio "Cordellina" di Vicenza e poi, dal 1831 al 1836, presso il Collegio dei nobili di Padova annesso al seminario vescovile. Si iscrisse, quindi, a giurisprudenza presso l'Università di Padova, conseguendo la laurea in diritto pubblico nel 1841.
Durante gli anni universitari frequentò il Caffè Pedrocchi e l'osteria del Leon bianco con i poeti Giovanni Prati e Aleardo Aleardi, studenti di legge come lui. Fu più volte a Castelfranco Veneto, dove nel 1840 divenne socio dell'Accademia dei Filoglotti. Nel 1841 pubblicò a Udine il suo primo libro di poesie, Il sale ed il tabacco, cicalata….
L'allora trentenne Fusinato costituì a Schio un "Corpo franco di Crociati", al comando di circa duecento volontari, compiendo alcune azioni in Vallarsa. Il 17 e 18 marzo insorse anche la città di Vicenza; Arnaldo Fusinato, dopo aver combattuto nella battaglia di Sorio, fu in prima fila a combattere per la difesa della città assediata, presidiando con la sua compagnia nella giornata del 24 maggio il colle dei Setteventi. Tutto fu vano e Vicenza dovette arrendersi il 10 giugno, momento in cui egli era impegnato a Monte Berico, insieme con il fratello, alla testa di cinquanta volontari, i bersaglieri di Schio. Fu in questi giorni che Fusinato compose la canzone il Canto degli insorti.
Perduta Vicenza, il Fusinato andò in esilio dapprima a Ferrara, poi a Genova e a Firenze. Nel 1849, accorso a Venezia, dove era stata proclamata la Repubblica di San Marco, prestò servizio come tenente nei "Cacciatori delle Alpi" di guardia all'Isola del Lazzaretto vecchio e nella difesa di Marghera. Nonostante l'epica difesa guidata da Daniele Manin, dopo quasi un anno la città si dovette arrendere alle forze austriache. Nella poesia L'ultima ora di Venezia si può leggere tutto lo sconforto provato da Fusinato in quei momenti (celebre il passaggio: "Il morbo infuria / il pan ci manca / sul ponte sventola / bandiera bianca"). Questo è forse uno dei suoi canti più validi per sincera immediatezza ed emozione. Gli ultimi due versi sono stati resi celebri in tempi recenti dalla famosa canzone di Franco Battiato "Bandiera bianca".
Agli anni studenteschi risalgono anche numerose sue poesie giocose e romantiche. Collaborò alla rivista Caffè Pedrocchi, richiamando così su di sé l'attenzione della polizia austriaca. La situazione politica e culturale di quegli anni era infatti caratterizzata dalla mancanza di libertà, specialmente per gli intellettuali ed i personaggi non strettamente conformi al pensiero politico dominante. Al 1839 risale un episodio che lo avrebbe visto, insieme con il fratello minore Clemente, battersi di notte a randellate contro militari croati; ferito alla gola, egli riuscì a fuggire, mentre il fratello venne arrestato e temporaneamente sospeso dall'università.
Dopo la laurea tornò a Schio per il praticantato nello studio del padre, senza però un vero interesse per la professione; continuò la collaborazione con il Caffè Pedrocchi, pubblicando satire in versi, come Fisiologia del lino e Lo studente di Padova.
Nel marzo del 1848 insorsero le città del Lombardo Veneto, costringendo alla ritirata le guarnigioni austriache. Dedicò allora il suo impegno patriottico a tutte le fasi della Prima guerra d'indipendenza italiana.
Caduta Venezia, il Fusinato si stabilì con la moglie - la contessina Anna Colonna, che aveva sposato durante l'assedio - nella città natale di Schio, ma, dopo la sua morte per tubercolosi polmonare nel 1852, si trasferì a Castelfranco presso la suocera. 
Nel 1853-54 pubblicò a Venezia e a Milano la prima edizione delle sue poesie raccolte in due volumi. Nel 1855-57 scrisse versi su riviste femminili di Milano, come il Corriere delle dame e La Ricamatrice. Nel 1856 sposò in seconde nozze a Venezia la poetessa Erminia Fuà  e nel 1860 nacque il figlio Guido.
Nel 1855 Fusinato collaborò con Giuseppe Verdi, traducendo dal francese I vespri siciliani (Les vêpres siciliennes), rappresentati nel dicembre di quello stesso anno a Parma con il titolo di Giovanna di Guzman (prima assoluta italiana).
Sospettato dalla polizia, nell'agosto del 1864 emigrò a Firenze, dove frequentò soprattutto gli emigrati veneti, tra i quali Sebastiano Tecchio, Giuseppe Alvisi e Nicolò Tommaseo. Dopo l'annessione del Veneto al Regno d'Italia rifiutò la candidatura nei collegi di Schio e di Castelfranco nel 1866 e nel collegio di Feltre nel 1870. Nel 1867 fu nominato commendatore dell'Ordine Mauriziano.
Nel 1874 si trasferì a Roma, dove in seguito - trovandosi in serie difficoltà finanziarie - trovò lavoro per il Senato del Regno come direttore dell'ufficio di revisione dei verbali, grazie anche all'interessamento di Giovanni Prati. Morta anche la seconda moglie, quando nel 1884 la figlia Teresita sposò un cassiere della Banca nazionale la seguì prima a Udine e poi a Verona. 
Morì in questa città nel 1888, ma fu sepolto nel cimitero del Verano, vicino alla moglie Erminia. Nel 1911 il Consiglio comunale di Vicenza gli intitolò una via cittadina.

## Poetica
Il Fusinato fu assai popolare per la vena semplice, i soggetti ovvi, la metrica facile e canterina; ai suoi tempi venne definito "l'uomo più di moda di tutta l'Italia". 
Dal punto di vista letterario, dapprima imitò il Guadagnoli nella poesia giocosa, il Giusti nelle poesie satiriche sulla fatuità e sulla ipocrisia del costume, poi si avvicinò ai toni del Berchet in poemetti sentimentali e nella lirica patriottica.

## Principali opere

### Poesie patriottiche
- L'illuminazione degli Apennini (1846)
- Maria Luigia e Francesco I (1848)
- Il canto degli insorti (1848)
- Alla nobil donna C. R. S. (1848)
- A Genova (1848)
- Il popolo a Carlo Alberto (1848)
- Per album (1848)
- Per la nobile fanciulla settenne S. P. (1848)
- Il profugo (1849)
- L'ultima ora di Venezia (1849)
- Addio Venezia (1849)
- A Monsignor Fransoni (1850)
- L'esigliato a Parigi, ad Angelo Comello (1851)
- Il lamento della spia (1851)
- Il Passatore a Forlimpopoli (1851)
- Un programma politico (1855)
- Si annunzia il giornale (1856)
- La confessione di Asmodeo (1857)
- A Sua Grazia Asmodeo I (1856)
- Un consiglio d'amico (1857)
- Don Pirlone (1857)
- Al don Pirlone del Pungolo (1857)
- A fra Fusina (1857)
- A don Pirlone (1857)
- Il mio programma ministeriale (1857)
- Asmodeo I in extremis (1858)
- Petizione di fra Fusina contro don Fuso (1858)
- Risposta di don Fuso contro fra Fusina (1858)
- Replica di fra Fusina contro don Fuso (1858)
- Sentenza dell'Uomo di pietra nella controversia don Fuso - fra Fusina
- Al reverendo padre Lamoricière (1860)
- Il giallo e il nero (1863)
- Dio ci ajuti (1863)
- La questione veneta (1863)
- Goldoni che parte per la Francia (1865)